# Табулдак
Табулдак (баш. Тубылғаҡ) — деревня в Благоварском районе Республики Башкортостан Российской Федерации. Входит в состав Кашкалашинского сельсовета.

## География

### Географическое положение
Расстояние до:
- районного центра (Языково): 14 км,
- центра сельсовета (Кашкалаши): 4 км,
- ближайшей ж/д станции (Благовар): 29 км.

## Население
| 2002 | 2009 | 2010 |
| ---- | ---- | ---- |
| 9    | ↘3   | ↗12  |

Национальный состав
Согласно переписи 2002 года, преобладающая национальность — русские (78 %).